# Shade (音楽家)
Shade（シェイド）は、日本の作曲家、編曲家。京都府京都市出身。

## 人物・略歴
1994年、株式会社チャンピオンソフトに入社。同社のブランドであるアリスソフトでDRAGON ATTACK!と共に音楽全般を担当していたほか、一部作品ではプログラム等も担当した。『ALICEの館3』が音楽初担当作品。
2012年2月、健康上の理由でチャンピオンソフトを退社。
それ以後はフリーランスとして活動しており、フリーとしてはアリスソフト作品の一部楽曲を担当した他、コンシューマーゲームやブラウザゲームの楽曲などにも携わっている。
チャンピオンソフトに在籍していた一時期、同社のシナリオ担当であった永元千尋と一緒に暮らしていたことがある。
高校時代にはBOØWYのコピーバンド（ドラムを担当）でバンド活動をしており、当時からバンドの作曲やアレンジをしていたこともあって、作曲法を身につけていた。作風としては、主にロック系の音楽を得意としている。また、『アトラク＝ナクア』では二胡などの音を用いた和風のBGMを作曲している。

## 担当リスト

### ゲーム

#### アリスソフト
- ALICEの館3
- Only You -世紀末のジュリエット達-
- 学園KING
- 鬼畜王ランス
- 乙女戦記
- 戦巫女
- 零式
- アトラク＝ナクア
- ぱすてるチャイム -恋のスキルアップ-
- ママトト
- HUSHABY BABY ハッシャバイベイビー
- PERSIOM
- 隠れ月
- 夜が来る!
- Only you -リ・クルス-
- 妻みぐい
- Rance5D
- ままにょにょ
- 大番長
- ぱすてるチャイムContinue
  - ぱすちゃC++
- 戦国ランス
  - 三匹が斬ったり突いたり燃やしたり
- 妻しぼり
- 超昂閃忍ハルカ
- 闘神都市II（Windows移植版の編曲のみ担当）
  - 闘神都市II そして、それから…
- 闘神都市III
- ばにしゅ! 〜おっぱいの消えた王国〜
- かえるにょ国にょアリス
- 蒼海に墜ちて…
- メイドのススメ
- 学園漂流戦記
- 学園漂流戦記2
- ぶろぶろ
- ウルトラ魔法少女まなな
- 大帝国
- ランス・クエスト
  - ランス・クエスト マグナム
- パステルチャイム3 バインドシーカー

#### アリスソフト以外
- エスカ&ロジーのアトリエ 〜黄昏の空の錬金術士〜
- グランドクエスト
- グランドハーレム
- クロガネ回姫譚-閃夜一夜-
- 新訳闘神都市 ~Girls Tamer~
- 闘神都市(3DS版)
- 戦国†恋姫 ～乙女絢爛☆戦国絵巻～
- 戦国†恋姫X ～乙女絢爛☆戦国絵巻～
- アズールレーン（一部ボス戦BGM）[2]

### 同人ソフト
- 姉妹カノジョ -先生とらぶえっち-
- ウソツキフォークロア
- アドゥスタ海の孤島
- 巫女神さま
- ダンジョンタウン　※一部楽曲のみ担当。
- 死神娼館
- 斬穿姫エクスエル
- 死神教団 ～淫森に呑まれた村セグルメット
- Demons Roots
- ケモミミ☆トレーニング ～狂暴けもみみ令嬢調教トライアル
- ヴィヴィと魔法の島

### アニメ
- みるタイツ（2019年、Webアニメ）
- アズールレーン びそくぜんしんっ！（2021年、テレビアニメ）

## 一部プログラム
- makocd (MS-DOS用CD-DAドライバ)
- アトラク＝ナクア
- DiaboLiQuE

## ボーカル曲
- A Night Come's
  - 歌：豊田瀬莉香
  - 『夜が来る!』オープニング主題歌
- A night comes!
  - 歌：UR@N（現・AiRI）
  - 『夜が来る!』オープニング主題歌 アレンジバージョン。「ALICE SOUND COLLECTION VII」収録
- Square of the moon
  - 歌：Duca
  - 『夜が来る!』エンディングテーマ アレンジバージョン。「ALICE SOUND COLLECTION VII」収録
- Crossed Destiny
  - 歌：KOTOKO
  - 『Only you』BGM「The Crossed Destiny」アレンジバージョン
- Dash! To Truth
  - 歌：ブリジット本田
  - 『大番長』オープニング主題歌
- Dash! to truth
  - 歌：ブリジット本田
  - 『大番長』オープニング主題歌 アレンジバージョン。「ALICE SOUND COLLECTION VII」収録
- Big Bang Age
  - 歌：ブリジット本田
  - 『大番長』BGM アレンジバージョン。「ALICE SOUND COLLECTION VII」収録
- Dreaming Continue
  - 歌：NANA
  - 『ぱすてるチャイムContinue』オープニング主題歌
- 虹の向こうのHorizon
  - 歌：UR@N（現・AiRI）
  - 『ぱすてるチャイムContinue』エンディング主題歌
- 風のように 炎のように
  - 歌：UR@N（現・AiRI）
  - 『超昂閃忍ハルカ』オープニング主題歌
- get the regret over
  - 歌：片霧烈火
  - 『闘神都市III』オープニング主題歌
- ときめき☆ガーディアン
  - 歌：片霧烈火
  - 『ももいろガーディアン』主題歌
- The Engaged Fortune
  - 歌：橋本みゆき・bamdoo
  - ぱすてるチャイムContinueBGMアレンジバージョン。ALICE SOUND COLLECTION 08 収録
- Reincarnation
  - 歌：UR@N（現・AiRI）
  - 超昂閃忍ハルカ BGMアレンジバージョン。ALICE SOUND COLLECTION 08 収録
- say your prayer
  - 歌：片霧烈火
  - 『しゃーまんず・さんくちゅあり』オープニング主題歌
- The Day Takeoff
  - 歌：橋本みゆき
  - 『大帝国』オープニング主題歌
- THE BIND SEEKER
  - 歌：片霧烈火
  - 『パステルチャイム3 BIND SEEKER』オープニング主題歌

## アリスボーカルコレクション
BGMに歌詞を付けてアレンジしアーティストが歌う。Shadeが中心となって開始された企画。
公式でニコニコ動画にPVが公開され、現在までにCD「アリスボーカルコレクション」、「アリスボーカルコレクション2」が発売している。

## ライブ参加
- B.G.M Festival Vol.0
- Chaos Party Special 2011

上記ライブCDも発売されている。